# لاجیم (سوادکوه)
لاجیم، روستایی است از توابع بخش مرکزی شهرستان سوادکوه در استان مازندران ایران.

## جمعیت
این روستا در دهستان کسلیان قرار دارد و براساس سرشماری مرکز آمار ایران در سال ۱۳٩٠، جمعیت آن 1552 نفر (301خانوار) بوده‌است. قدیمیترین اقوام آن قوم لشکر (از لشکریان ویژه شاه مخلوع مدفون در برج لاجیم و ملوک الجبال) و اردشیر(که بخشی از ایشان در روستای آلاشت و سرخ آباد و قسمت‌های شمالی سوادکوه و البرز مرکزی سکنی گزیدند) و  قوم عزین، قوم مسلن و..می‌باشند.

## برج تاریخی لاجیم
برج لاجیم، یکی از آثار تاریخی روستای لاجیم است که کاربری آرامگاهی دارد.

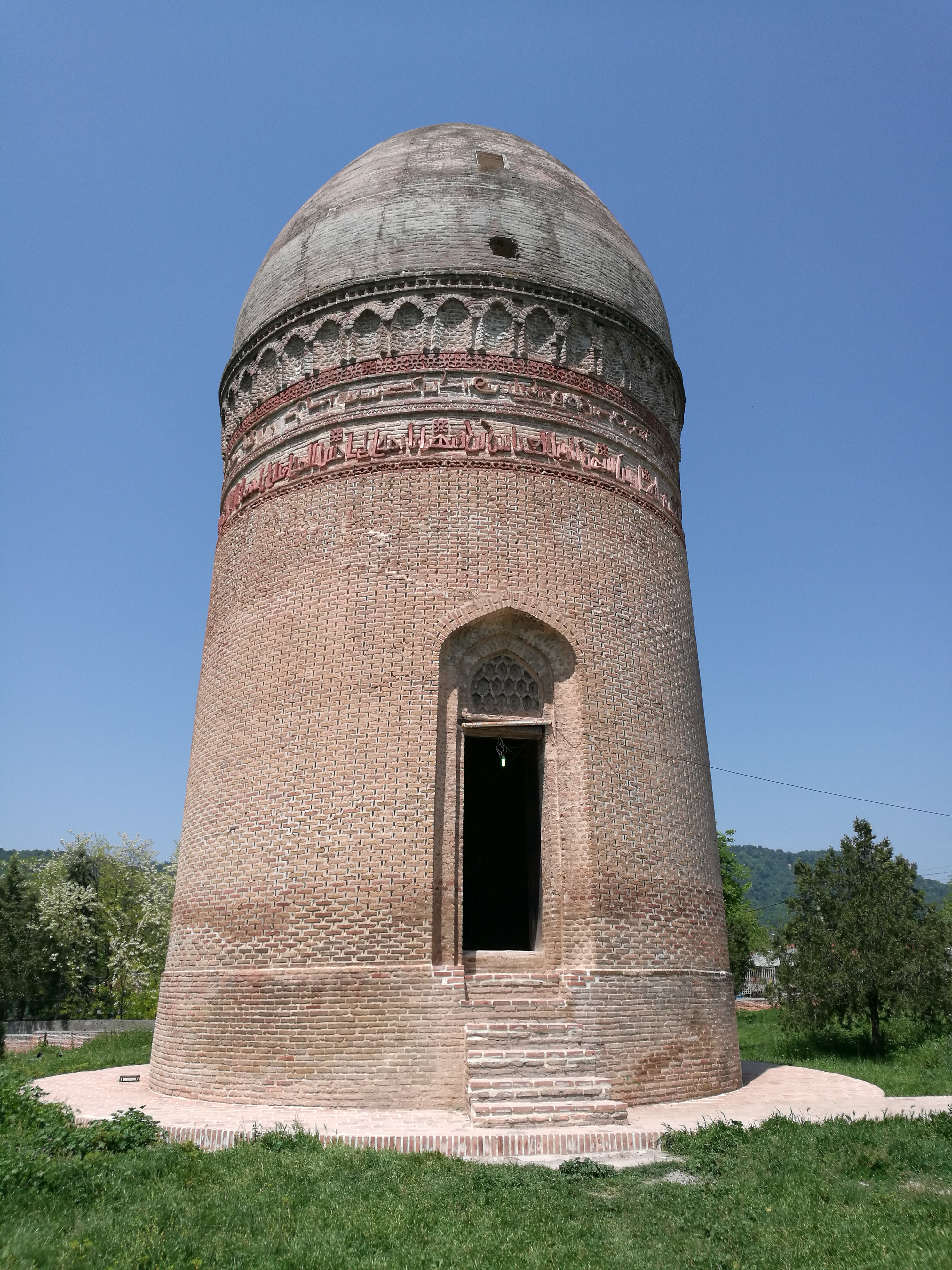
برج تاریخی لاجیم